# M-Sport
M-Sport je automobilový závodní tým založený bývalým závodníkem WRC Malcolmem Wilsonem v roce 1979. Od roku 1996 je oficiálním týmem automobilky Ford, který se již od první sezony mistrovství světa v rallye 2006 zúčastňuje automobilových soutěží na nejvyšší úrovni. Tým sídlí v Dovenby a Cockermouth ve Spojeném království

## Historie
V minulosti značka spolupracovala s automobilkou Ford. Fordu pomohli postavit mnoho závodních speciálů, avšak nejsou součástí automobilky byť to tak vypadá. V současnosti staví vůz automobilce Bentley,Bentley Continental GT3.

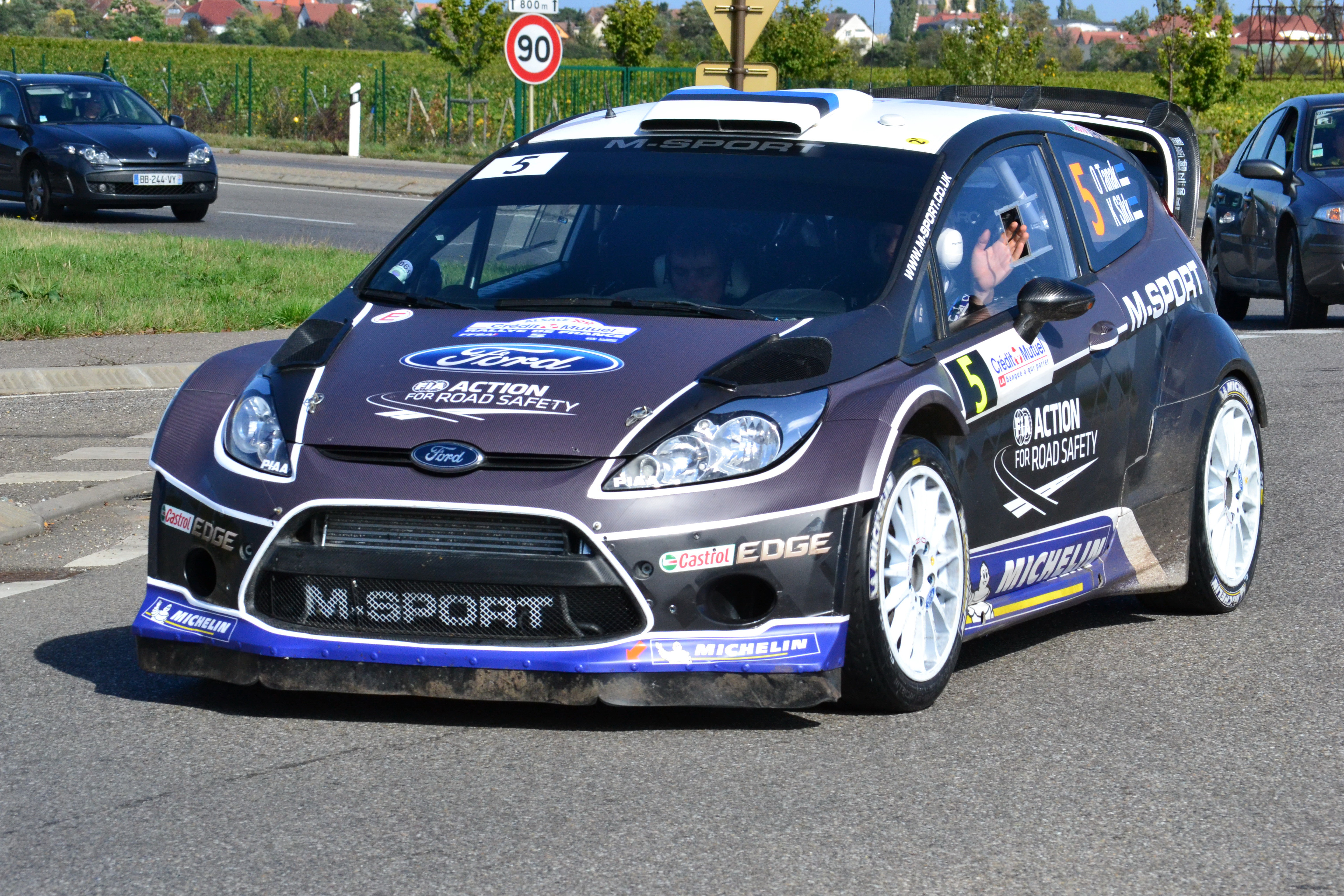
Fiesta RS WRC jezdce Otta Tänaka v roce 2012
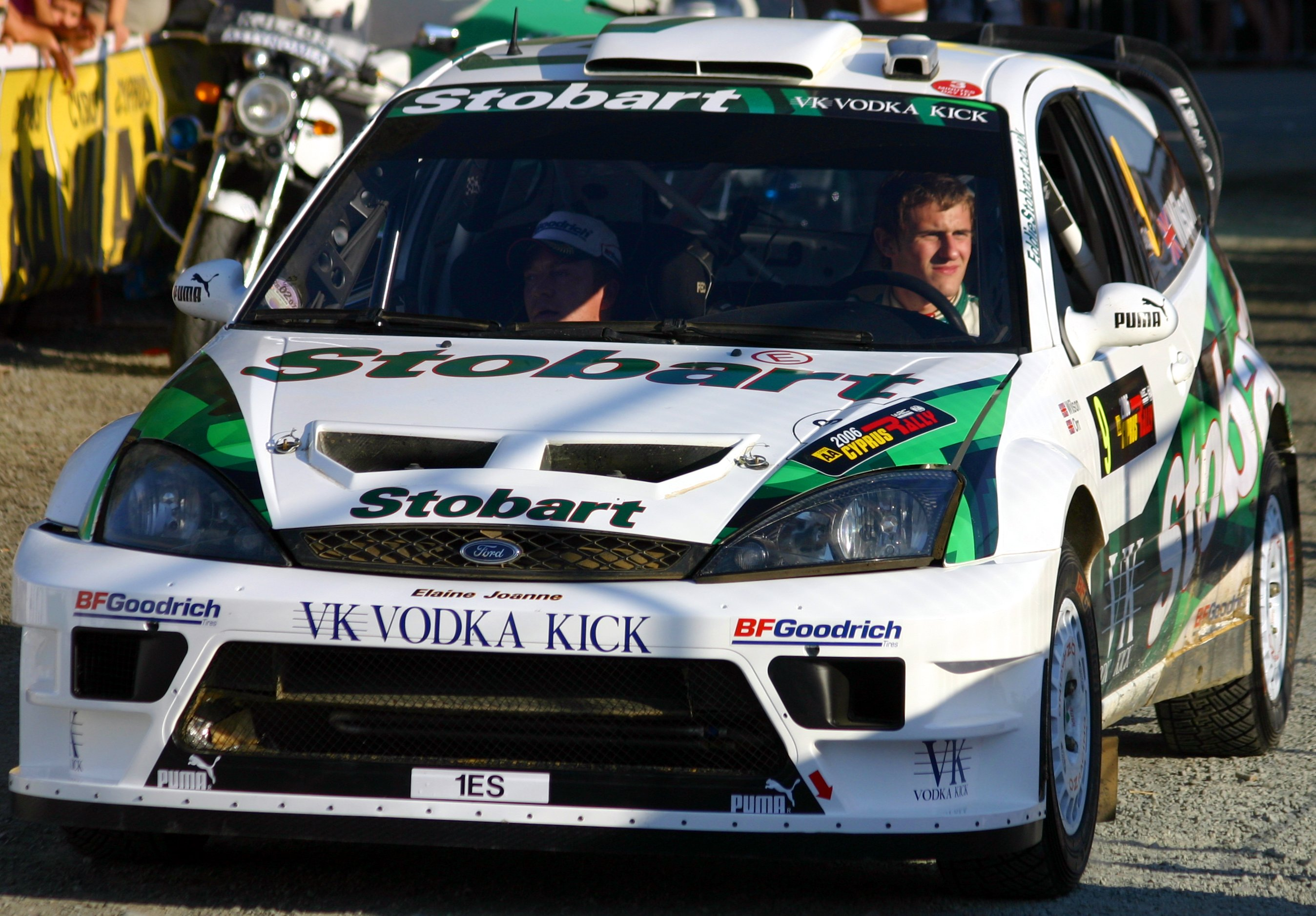
Matthew Wilson s Fordem Focus WRC na Kyperské Rally 2006.
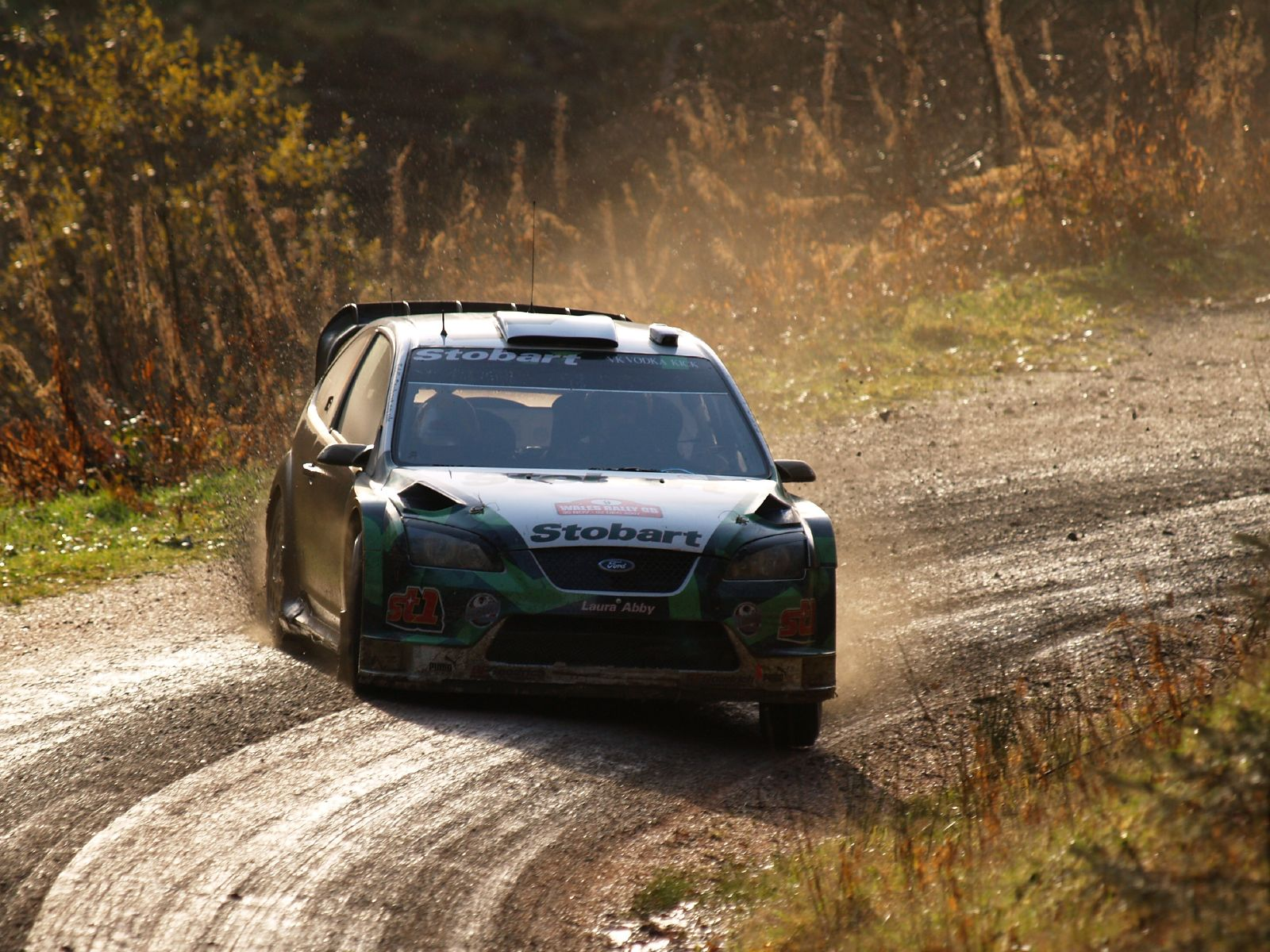
Jari-Matti Latvala na Wales Rally GB 2007.